# Страйки в лютому 1971 року в Лодзі

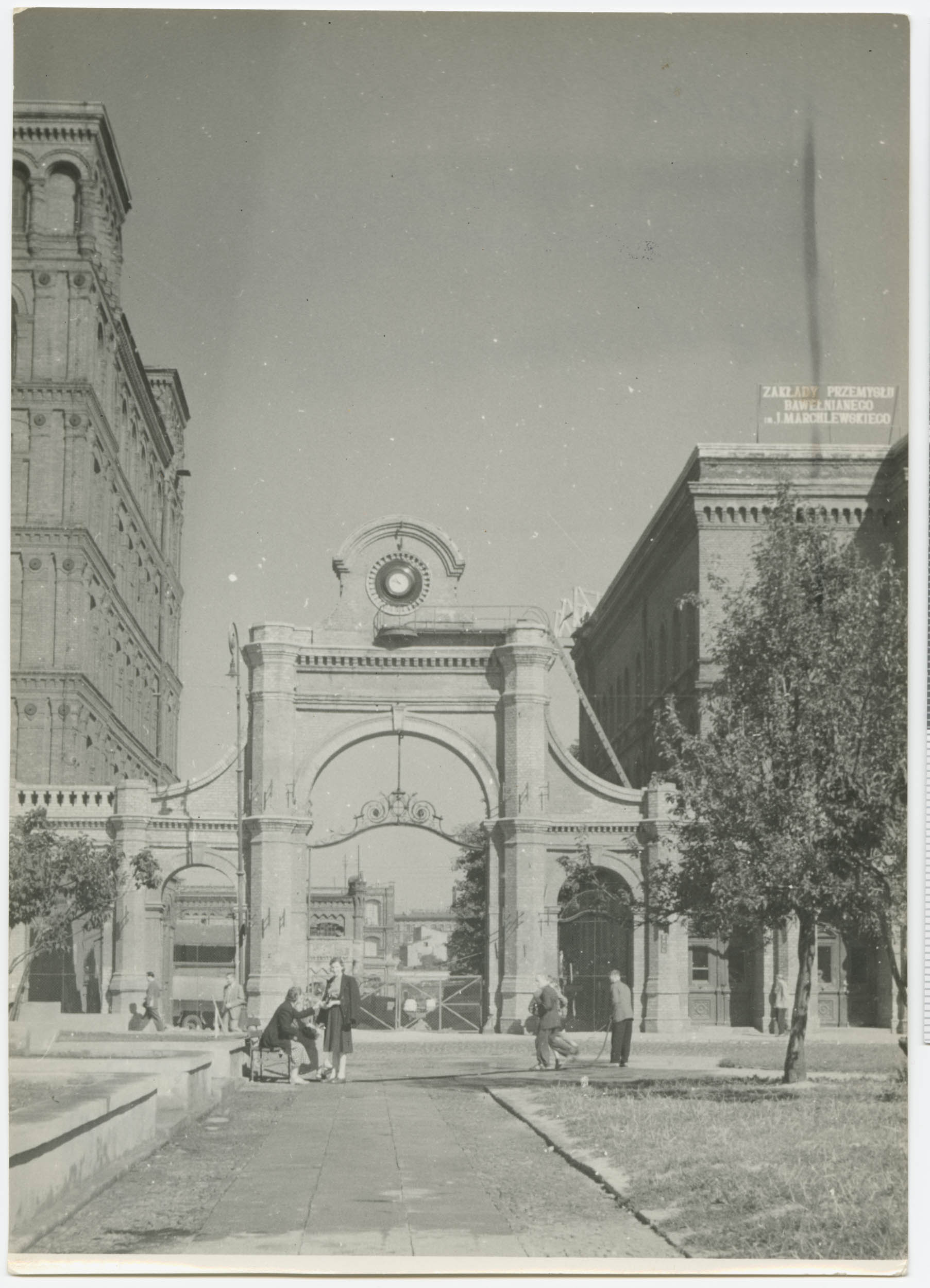
Вхід до колишньої фабрики I. Познанського, головного місця де відбувалися страйки в 1971 році.

Страйки в лютому 1971 року в Лодзі  — це серія протестів, які відбувалися в польському місті Лодзі в лютому місяці 1971 року, одразу після зміни керівників партії та уряду, що було результатом подій які відбулися в 1970 році на суднобудівних заводах польського побережжя балтійського моря.

## Передумови
Лодзькі текстильні фабриках після 25 років як відбулася II світової війни все ще були оснащені застарілими та зношеними машинами, багато з яких буои виробленеми ше в довоєнні часи, і навіть більше 20% були вироблені в часи коли відбувалася першої світової війни. Також приблизна половини будинків, в яких проживали робітники знаходилася в аварійному становищі. Більше того лодзькі текстильники працювали в неймовірно тяжких умовах : постійний голосний шум, стикались з високим рівнем пилового забруднення, а також при високій температурі на своїх фабриках. Єдиним покращенням ситуації було, що в кожному другому закладі були встановлені душові кабіни, і лише в кожній  п'ятій фабриці була їдальня. Середня оплата праця робітника, який працював в текстильній промисловості  в 1969 році  була 1994 злотих, що становило близько 80% середньої зарплати по країні. Ситуацію ускладнював факт, що 74% жінок працездатного віку в Лодзі працювало переважно в текстильній промисловості.
Після оголошеного в грудні 1970 року підвищення цін на основні види товарів напруга також зросла. На стінах з'явилися написи, поширювалися листівки, які закликали підтримати робітників Гданська, які продовжували свої страйки. Двічі дійшло до перерви робіт на Лодзькому заводі „Majed” та на Відзевській фабриці по виробництву текстильного устаткування. Відбувалися випадки відмови від партійного членства.

## Події в Польщі в той час

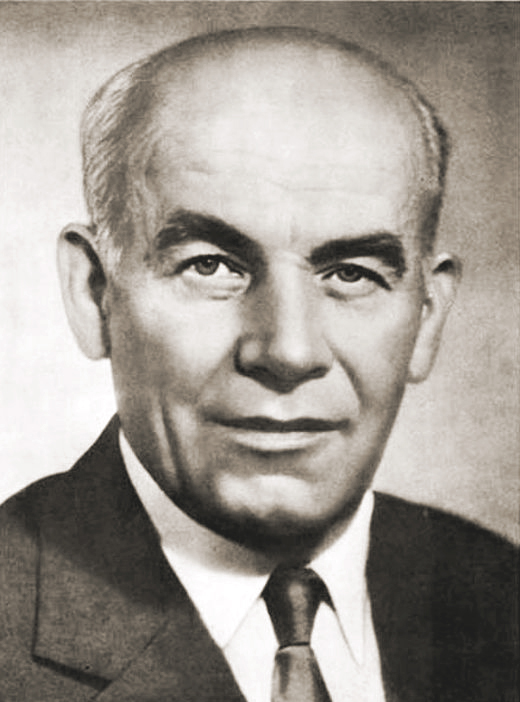
Владислав Гомулка

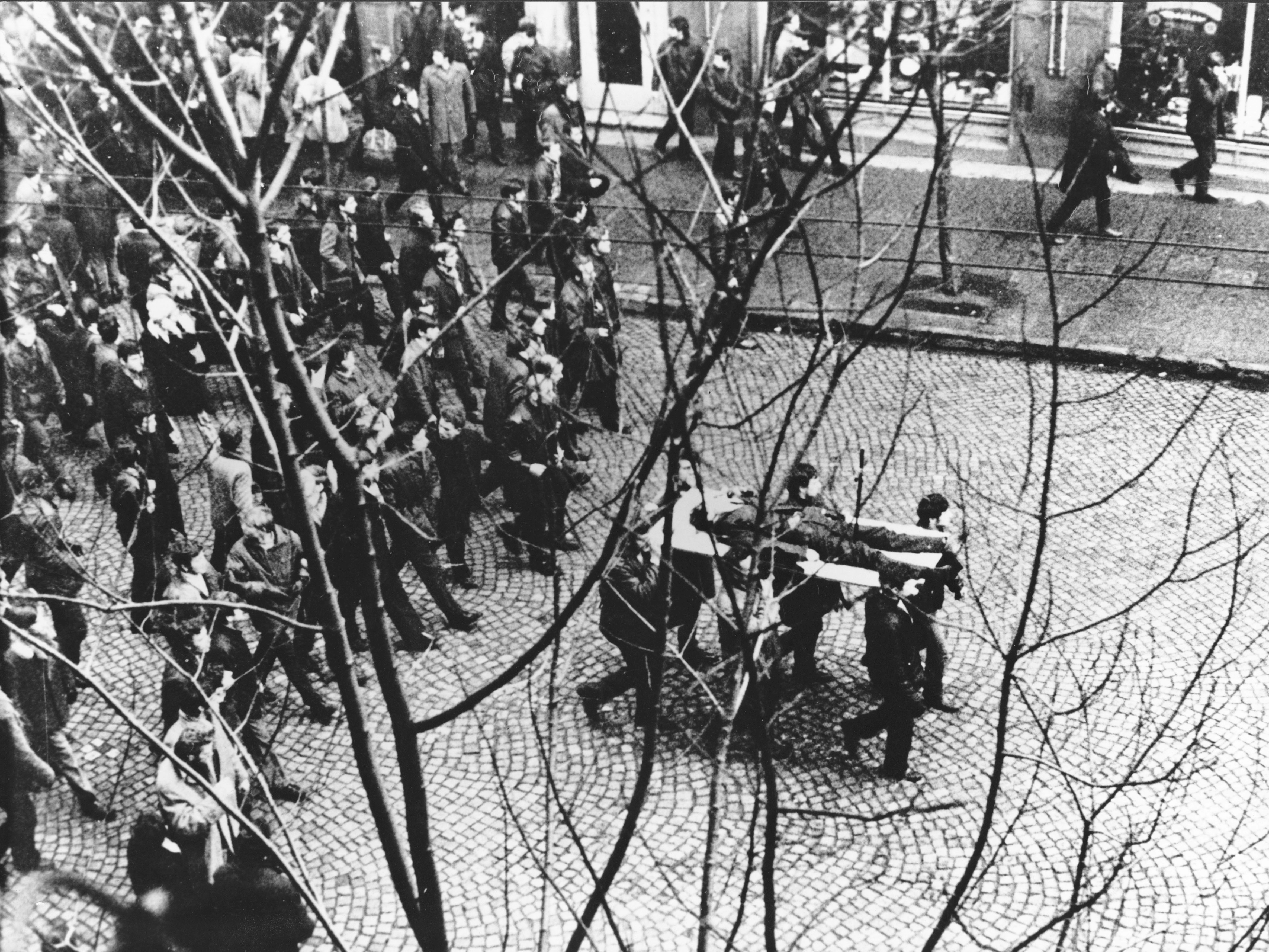
Страйкарі в місті Гдиня несуть тіло Збишека Годлевського, 1970 рік

Безпосередньою причиною страйків та демонстрацій на території всієї Польщі  введення в дію рішення «загального курсу на заморожування плати і обмеження споживання як засобу подолання труднощів економічного роду» було оголошено про підвищення закупівельних цін на продовольство, промтовари і будівельні матеріали, в середньому на 30 відсотків. Рішення по цьому питанню було прийнято ще 30 листопада 1970 року на засіданні Політбюро Центрального комітету Польської об’єднаної робітничої партії. З 8 грудня Міністерство національної оборони та Міністерство внутрішніх справ Польської народної республіки розпочали підготовку забезпечення «захистом громадського порядку та безпеки», а 11 грудня підрозділи МВС були приведені в повну бойову готовність. 12 грудня ввечері через радіо широка громадськість була повідомлена про подорожчання продуктів харчування. Ціни на основні продукти в середньому підвищилися на 23% (борошно на 17%, риба на 16%, джем та повидло  на 36%). 13 грудня  національна преса оприлюднила повідомлення про підвищення цін  на своїх сторінках.
Першими про свій страйк оголосили суднобудівні заводи Гданьську та Гдині, 14 грудня 1970 року. До них приєднались підприємства Ельблонга, Слупська, Щецина. В деяких містах відбулися масові заворушення.
Лідерами протестів в Гданьську стали  Збігнев Ярош, електрик Лех Валенса, слюсарь Казімеж Шолох, залізничний ремонтник Анджей Осипув, в Щецині — слюсар Мечислав Доперала, пожежний Мариан Юрчик, крановщик Эдмунд Балука, прокатник Адам Ульфик.
Перший секретар ЦК ПОРП Владислав Гомулка, думав що  страйки це початок контрреволюції, і тому віддав наказ про силове придушення страйків. У цьому його підтримали всі члени вищого партійно-державного керівництва.
Керівники силових структур — міністр національної оборони Войцех Ярузельський, міністр внутрішніх справ Казімєж Світала, головний комендант громадянської міліції Тадеуш Петшак, начальник Служби безпеки Ришард Матеєвський — висловили повну готовність (певні сумніви виявляв лише командувач ВМФ Людвік Янчишин, але і він прийняв накази до виконання).
17 грудня 1970 року на гданській судноверфі імені Леніна сталося зіткнення військовослужбовців з робітниками, в той же час відбулося ще кілька сутичок. В результаті запеклих сутичок загинули 41 робочий (в основному молодь), 2 співробітники міліції і 1 солдат. 1164 особи, в тому числі близько 600 військових і співробітників міліції, отримали поранення різного ступеня тяжкості.
18 грудня 1970 року в Гомулки стався серцевий напад, після чого той був усунений від посади. Новим першим секретарем ЦК ПОРП став Едвард Герек.
В січні 1971 року в країні почалася друга хвиля масових протестів. Вона почалась на суднобудівному заводі імені Варського в Щеціні, на цей раз до неї приєднались не тільки заводи побережжя а й текстильні заводи в Лодзі.

## Перебіг подій

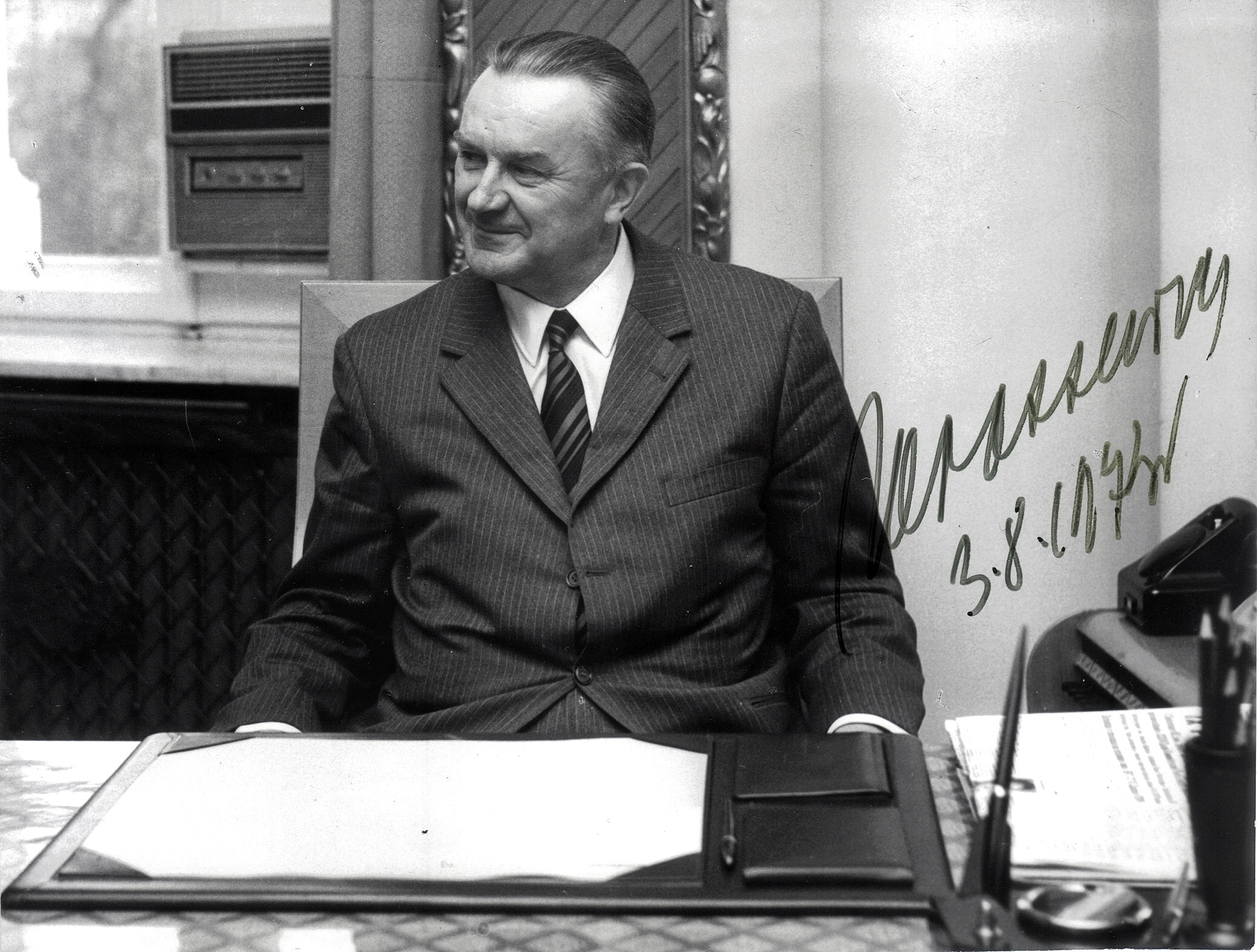
Пйотр Ярушевіч, голова делегації на переговорах із страйкуючими робітниками в Лодзі в 1971 році

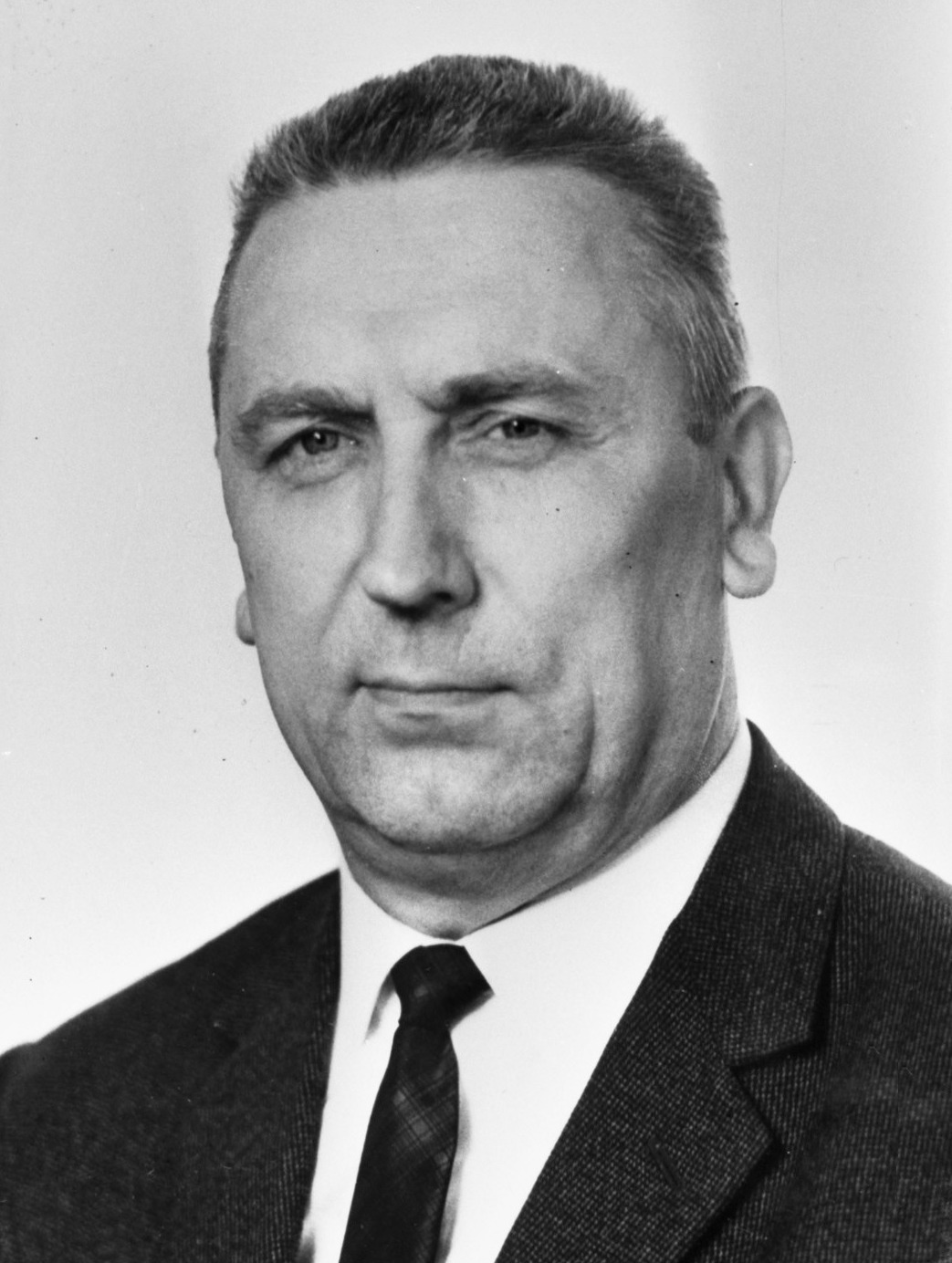
Едвард Герек

Окрім змін керівного складу партії та обіцянок, які давав Едвард Герек нічого не відбувалося у всій країні, ситуація в Лодзі продовжувала погіршуватися. В середині січня  почали страйкувати працівники Лодзьких М'ясних Заводів, а також Центральної швейної фабрики.
10 лютого 1971 року почали страйкувати працівники Лодзьської фабрика взуття та гумових виробів „Stomil”. Робітники висунули вимоги заробітної  плати на 25%, також була розкритикована робота технічного нагляду. Зустріч з дирекцією закінчилася невдала, сторони ні про що не договорилися. Цього ж дня перестали працювати робітники другої по величині фабрики в Лодзі, Заводів бавовняної промисловості ім. Мархлевського. Безпочередньою причиною, яка цьому сприяла було зниження заробітків  в новому році близько на  200–300 злотих, що в поєднані з підвищенням на харчові продукти, сприяло реальному зниженню  заробітків робітників. Страйкуючі вимагали збільшення заробітної плати на 20-25% та створення чіткої системи визначення заробітної плати.
12 і 13 лютого застрайкувало наступних 6 текстильних заводів: Завод імені Захисників Миру, імені 1 Травня, імені Народної Армії,імені генерала Вальтера, імені Куніцького,імені Ганки Савіцької. 12 лютого страйкувало в Лодзі  вже понад 12.000 осіб. Було оголошено як вимогу приїзду нового керівника партії Едварда Герка. Тим часом 12 лютого і місті появився міністр легкої промисловості Тадеуш Куніцькі, також керівник Центральною радою союзу профспілок Владислав Кручек та віце-прем'єр Ян Мітренга. Зустріч з ними не принесла однак ніяких результатів. Під час емоційної перепалки на зустрічі сталася легендарна в Польщі ситуація - одна з працівниць обернулася і показала оголені сідниці.
14 лютого до Лодзя приїхала ще одна делегація, того разу її очолював ново-призначений прем'єр-міністр Пйотр Ярушевич, з яким приїхали  як члени Політичного бюро Польської об’єднаної робітничої партії Ян Шидлак та Юзеф Тейчма. Візит розпочався із зрежисованої зустрічі з партійними активістами в  Великому Театрі в місті Лодзь. Потім делегація прибула до заводу імені  Мархелевського. Зустріч із текстильниками відбулася ввечері в актовому залі підприємства. Зустріч була драматичною за розвитком подій, керівники партії поводилися зарозуміло та пафосно, вимовляли промови, які не знайшли широкого відгуку у робітників, в свою чергу роздратовані робітники по черзі виголошували промови на наболілі теми. Цієї самої ночі Ярошевич із свитою мали ще одну зустріч на заводі імені Охоронців Миру. Оскільки ніяких конкретних дій партійці не збиралися робити, а їх обіцянки не задовольнили робітників, страйки продовжилися. 15 лютого до протестів долучилися чергові заводи: імені Дзержинського, імені Гпрнама, імені Дюбуа а також  17 інших заводів легкої, металообробної та в'язальної промисловостей.  Під вечір цього ж дня страйкувало вже приблизно 55 тисяч осіб на 32 заводах. Декілька сотень осіб попробувало блокувати вулиці, але ці особи  без загальної підтримки  усіх страйкарів були розігнані міліцією. 
Заворушення також відбувалися в центрі міста, на вулиці Пйотровській.
Страйки в Лодзі тривали у другій половині лютого та увесь березень  1971 року. Окрім страйків в Лодзі, проводилися і страйки в сусідніх містах повіту Зелюві, Белхатові та Озоркові.

## Результати
Результатом візиту делегації Ярошевіча до Лодзі стало усвідомлення владою ПНР, що ситуація в якій знаходяться робітники в країні є доволі тяжкою i що пусті обіцянки не можуть задовольнити людей. Вже 15 лютого з'явилося повідомлення про відміну  попередньо запланованого підвищення цін на продовольство Крім того, був звільнений перший секретар Лодзького комітету PZPR Юзеф Спихальський, на посаді його замінив Болеслав Коперський.